# Galium lanulosum
Galium lanulosum är en måreväxtart som beskrevs av Ostapko. Galium lanulosum ingår i släktet måror, och familjen måreväxter.
Artens utbredningsområde är Ukraina. Inga underarter finns listade i Catalogue of Life.